# Крістіан Галано
Крістіан Галано (італ. Cristian Galano, нар. 1 квітня 1991, Фоджа) — італійський футболіст, нападник клубу «Віченца». Перший в історії гравець, який отримав зелену картку.

## Клубна кар'єра
Вихованець футбольної школи клубу «Барі». Дорослу футбольну кар'єру розпочав 2008 року в основній команді того ж клубу, але закріпитись у клубі не зумів, через що здавався в оренду в «Губбіо».
2011 року повернувся до «Барі» і з наступного сезону став основним гравцем команди. Всього відіграв за команду з Барі чотири сезони своєї ігрової кар'єри. Більшість часу, проведеного у складі «Барі», був основним гравцем атакувальної ланки команди, проте так і не зміг вийти з командою в еліту.
До складу клубу «Віченца» приєднався 31 серпня 2015 року. 4 жовтня 2016 року в поєдинку Серії Б проти «Віртус Ентелли» Галано завдав удар повз ворота, після якого арбітр призначив кутовий удар на користь «Віченци». Після цього сам гравець зізнався судді, що кутового не було, так як ніхто з гравців команди суперника не торкнувся м'яча. За це Крістіан отримав зелену картку, яка носила символічний характер і не показувалась гравцю, але була відзначена в протоколі матчу. Наразі встиг відіграти за команду з Віченци 44 матчі в національному чемпіонаті.

## Виступи за збірні
2006 року дебютував у складі юнацької збірної Італії, взяв участь у 19 іграх на юнацькому рівні, відзначившись 2 забитими голами.
2010 року залучався до складу молодіжної збірної Італії. На молодіжному рівні зіграв у 2 офіційних матчах.

## Статистика виступів

### Статистика клубних виступів
| Сезон             | Команда           | Чемпіонат         | Чемпіонат | Чемпіонат | Coppa nazionale | Coppa nazionale | Coppa nazionale | Континентальні кубки | Континентальні кубки | Континентальні кубки | Інші змагання | Інші змагання | Інші змагання | Усього | Усього |
| Сезон             | Команда           | Ліга              | Ігор      | Голів     | Ліга            | Ігор            | Голів           | Ліга                 | Ігор                 | Голів                | Ліга          | Ігор          | Голів         | Ігор   | Голів  |
| ----------------- | ----------------- | ----------------- | --------- | --------- | --------------- | --------------- | --------------- | -------------------- | -------------------- | -------------------- | ------------- | ------------- | ------------- | ------ | ------ |
| 2008–09           | «Барі»            | B                 | 1         | 0         | КІ              | 0               | 0               | -                    |                      | -                    | -             | -             | -             | 1      | 0      |
| 2009–10           | «Барі»            | A                 | 0         | 0         | КІ              | 0               | 0               | -                    | -                    | -                    | -             | -             | -             | 0      | 0      |
| 2010–11           | «Губбіо»          | 1Д                | 30        | 5         | КІ+КІ-ЛП        | 2+0             | 0               | -                    | -                    | -                    | СЛ-ПД         | 2             | 0             | 34     | 5      |
| 2011–12           | «Барі»            | B                 | 15        | 1         | КІ              | 1               | 0               | -                    | -                    | -                    | -             | -             | -             | 16     | 1      |
| 2012–13           | «Барі»            | B                 | 29        | 4         | КІ              | 1               | 0               | -                    | -                    | -                    | -             | -             | -             | 30     | 4      |
| 2013–14           | «Барі»            | B                 | 41+3      | 11+2      | КІ              | 2               | 0               | -                    | -                    | -                    | -             | -             | -             | 46     | 13     |
| 2014–15           | «Барі»            | B                 | 34        | 4         | КІ              | 2               | 1               | -                    | -                    | -                    | -             | -             | -             | 36     | 5      |
| Усього за «Барі»  | Усього за «Барі»  | Усього за «Барі»  | 120+3     | 20+2      |                 | 6               | 1               |                      | -                    | -                    |               | -             | -             | 129    | 23     |
| 2015–16           | «Віченца»         | B                 | 29        | 6         | КІ              | -               | -               | -                    | -                    | -                    | -             | -             | -             | 29     | 6      |
| Усього за кар'єру | Усього за кар'єру | Усього за кар'єру | 189+3     | 31+2      |                 | 8               | 1               |                      | -                    | -                    |               | 2             | 0             | 202    | 34     |